# Haworthia marumiana
Haworthia marumiana är en grästrädsväxtart som beskrevs av Antonius Josephus Adrianus Uitewaal. Haworthia marumiana ingår i släktet Haworthia och familjen grästrädsväxter.

## Underarter
Arten delas in i följande underarter:
- H. m. archeri
- H. m. batesiana
- H. m. dimorpha
- H. m. marumiana
- H. m. viridis

## Bildgalleri

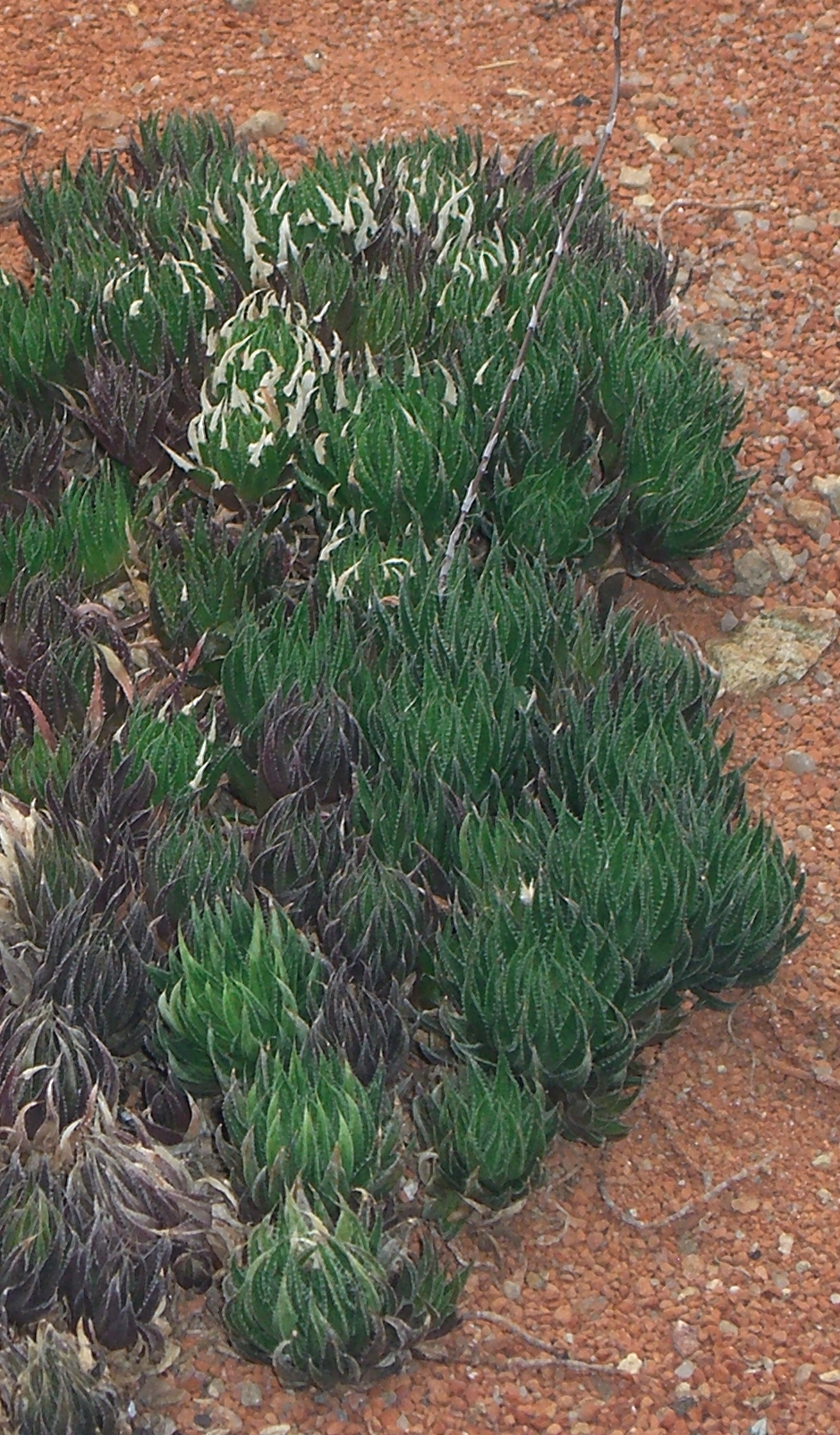